# Purple Haze
"Purple Haze" là ca khúc được viết và thu bởi Jimi Hendrix vào năm 1967, được phát hành làm đĩa đơn thứ hai của ban nhạc The Jimi Hendrix Experience ở Anh và Mỹ. Sau đó ca khúc được nằm trong album đầu tay của nhóm Are You Experienced. "Purple Haze" được coi là "bản mẫu của âm nhạc ma túy psychedelic của những năm 60". Phần guitar đặc biệt được chơi trong ca khúc là nguồn cảm hứng của rất nhiều tay guitar sau này.